# (A→B) Life
[A→B] Life (с англ. — «[A→B] Жизнь») — дебютный студийный альбом американской инди-рок-группы mewithoutYou, выпущенный 18 июня 2002 года на лейбле Tooth & Nail Records. Песни «Bullet to Binary» и «Gentlemen» входят в список композиций сплит-альбома Norma Jean / mewithoutYou. Альбом считается краеугольным камнем жанра пост-хардкор.

## Список композиций
Все тексты написаны Аароном Вайсом, вся музыка написана группой mewithoutYou.
| №   | Название                                    | Длительность |
| --- | ------------------------------------------- | ------------ |
| 1.  | «Bullet to Binary»                          | 2:47         |
| 2.  | «The Ghost»                                 | 3:13         |
| 3.  | «Nice and Blue»                             | 3:54         |
| 4.  | «Everything Was Beautiful and Nothing Hurt» | 4:44         |
| 5.  | «(A)»                                       | 0:54         |
| 6.  | «Gentlemen»                                 | 2:49         |
| 7.  | «Be Still, Child»                           | 2:41         |
| 8.  | «We Know Who Our Enemies Are»               | 2:58         |
| 9.  | «I Never Said That I Was Brave»             | 3:01         |
| 10. | «(B)»                                       | 1:34         |
| 11. | «Silencer»                                  | 3:49         |
| 12. | «The Cure for Pain»                         | 15:08        |

- Композиция «The Cure for Pain» содержит скрытый трек «I Never Said That I Was Brave» в акустической версии. Роль вокалиста в этой песне исполнил басист Дэниэл Пишок .

## Участники записи
| mewithoutYou - Аарон Вайс — вокал, арт-директор - Майкл Вайс — гитара - Кристофер Клейнберг — гитара - Дэниэл Пишок — бас-гитара - Ричард Маццотта — барабаны | Производственный персонал - Дж. Роббинс — продюсер, звукорежиссёр, микширование, перкуссия - Брэндон Эбель — исполнительный продюсер - Грег Паттерсон — A&R, исполнительный продюсер - Алан Доуш — мастеринг - Asterik Studio — дизайн обложки |